# La Città

La Città is een bordspel van 999 Games waarbij de spelers steden moeten bouwen die opgewassen zijn tegen die van de anderen.

## Inhoud
De inhoud van La Città is:
- een spelbord
- een heleboel zeshoekige kaartjes met daarop
  - een boerderij of de andere kant een steengroeve
  - een marktplaats
  - een bron of de andere kant ...
  - een standbeeld of de andere kant een kathedraal
  - een badhuis of de andere kant een ziekenhuis
  - een klooster of de andere kant een universiteit
- kaarten stem van het volk
- kaarten met daarop
  - Beroemd architect
  - Gouden tijden
  - Goede oogst
  - kaarten met een ziekenhuis, palazzo, badhuis, kathedraal of een universiteit
  - sympathie van het volk
- goudstukken

## Werking van het spel
La Città is een spel waarin steden gebouwd moeten worden. Hiervoor hebben de spelers zes ronden de tijd, die elk vijf spelbeurten bevatten. Het spel begint met het plaatsen van Castello's. Wanneer iedere speler twee castello's heeft geplaatst kunnen de spelers hun eigen castello's uitbreiden met de bovengenoemde zeshoekige kaarten. De spelers baseren hun uitbreidingen op de volgende dingen:
- Het aantal mensen in hun stad